# Tsagaan-Üür
Tsagaan-Üür (mongoliska: Цагаан-Үүр Сум, Цагаан-Үүр, Tsagaan-Üür Sum) är ett distrikt i Mongoliet.   Det ligger i provinsen Chövsgöl, i den norra delen av landet, 500 km nordväst om huvudstaden Ulaanbaatar.